# セアカモズ
セアカモズ（背赤百舌、学名：Lanius collurio）は、スズメ目モズ科モズ属に分類される鳥類である。

## 分布
アジア中部から東部、ロシア、トルコ、ヨーロッパで繁殖し、冬季はアフリカ南部に渡り越冬する。
日本では迷鳥として、舳倉島と与那国島、香川県まんのう町で記録がある。

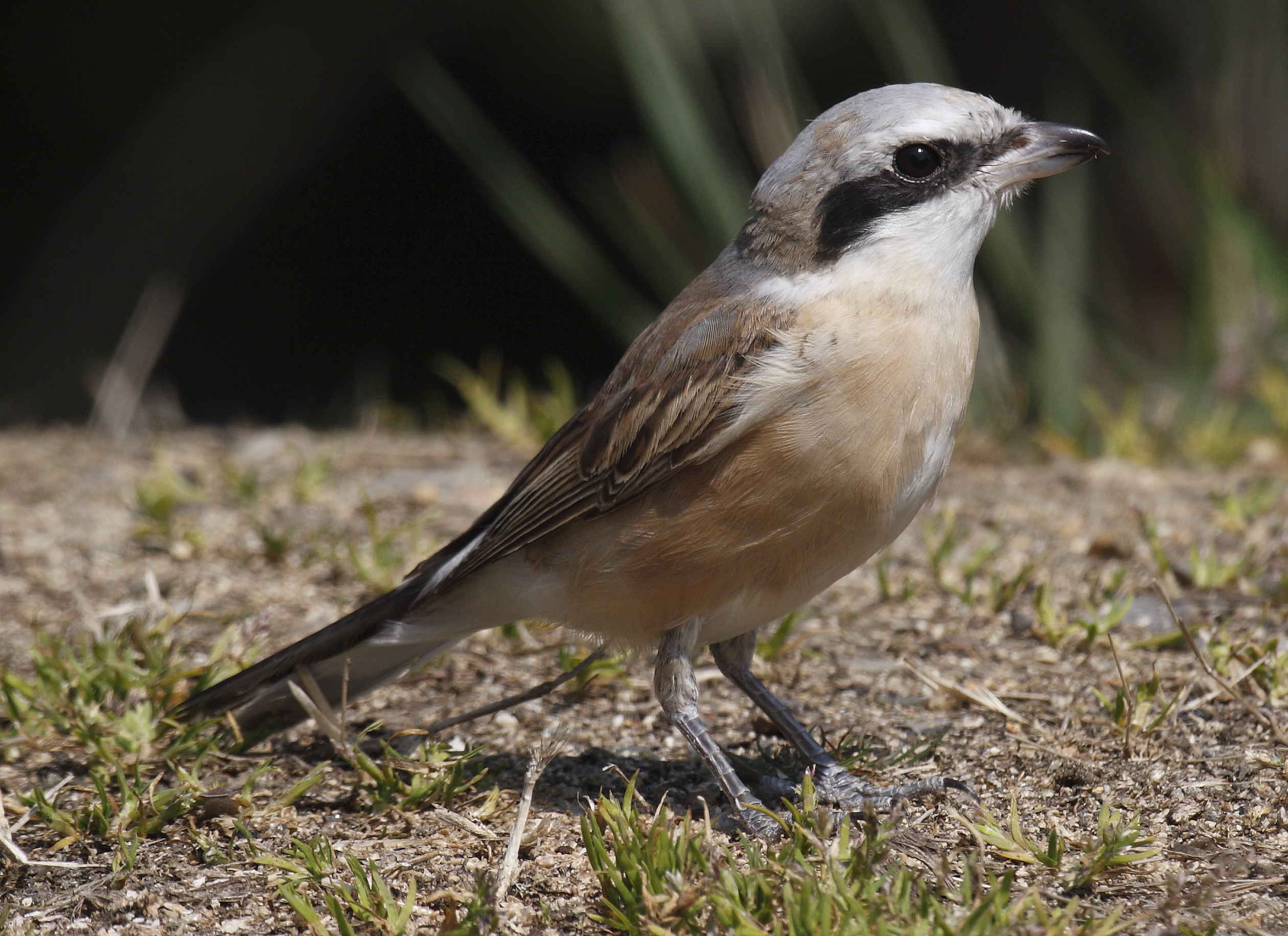
セアカモズ（香川県仲多度郡まんのう町にて）
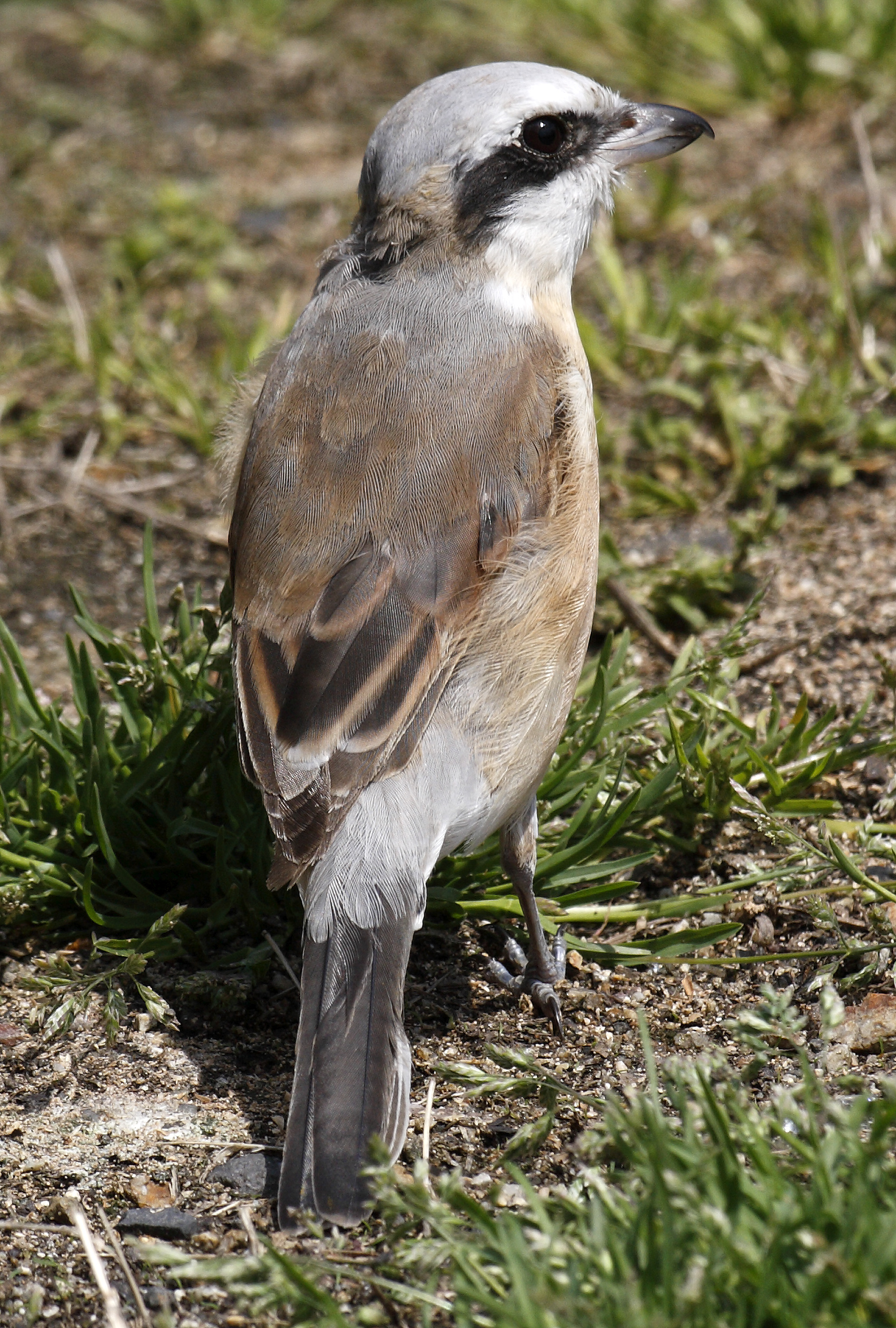
セアカモズ（香川県仲多度郡まんのう町にて）
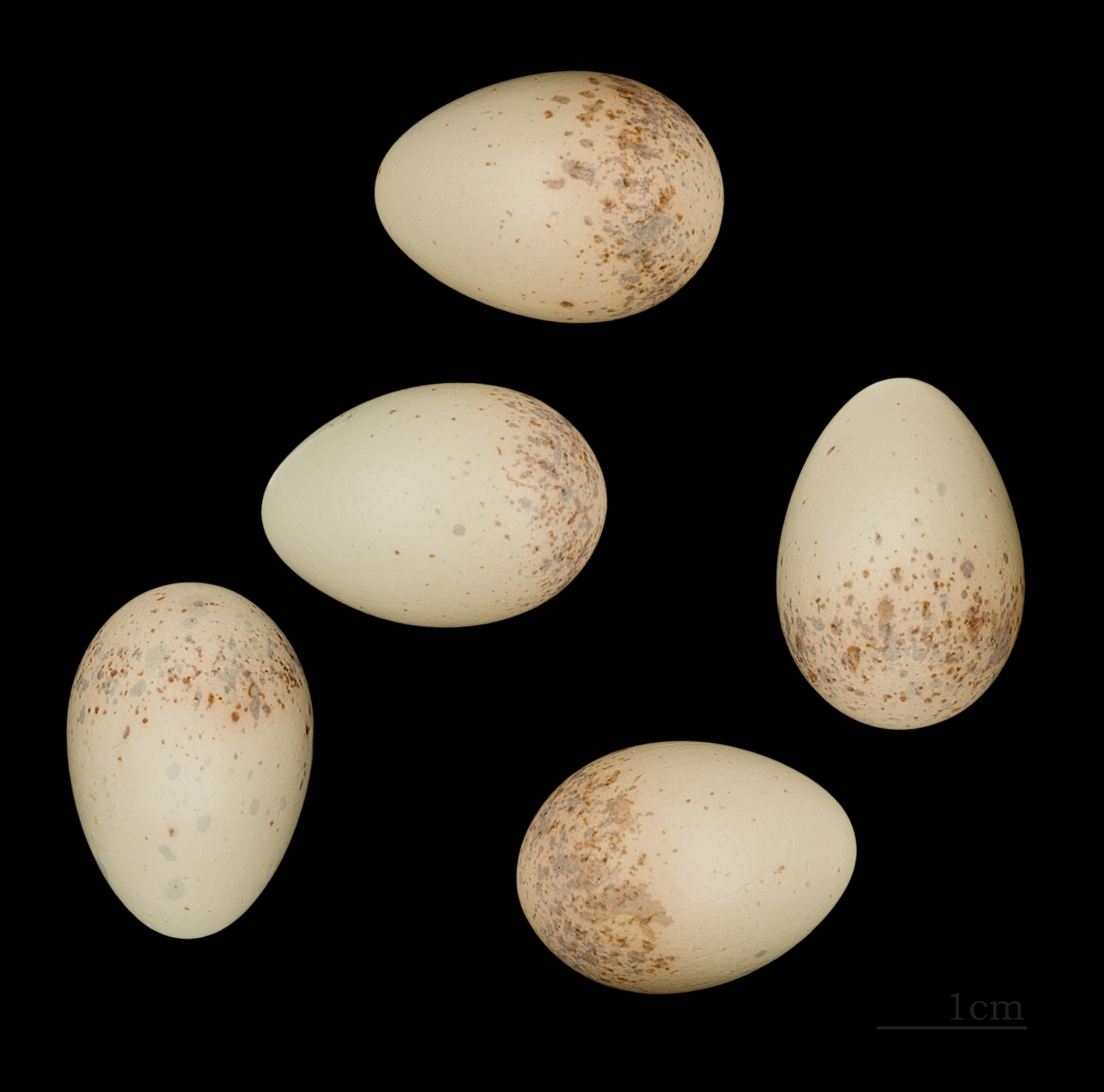
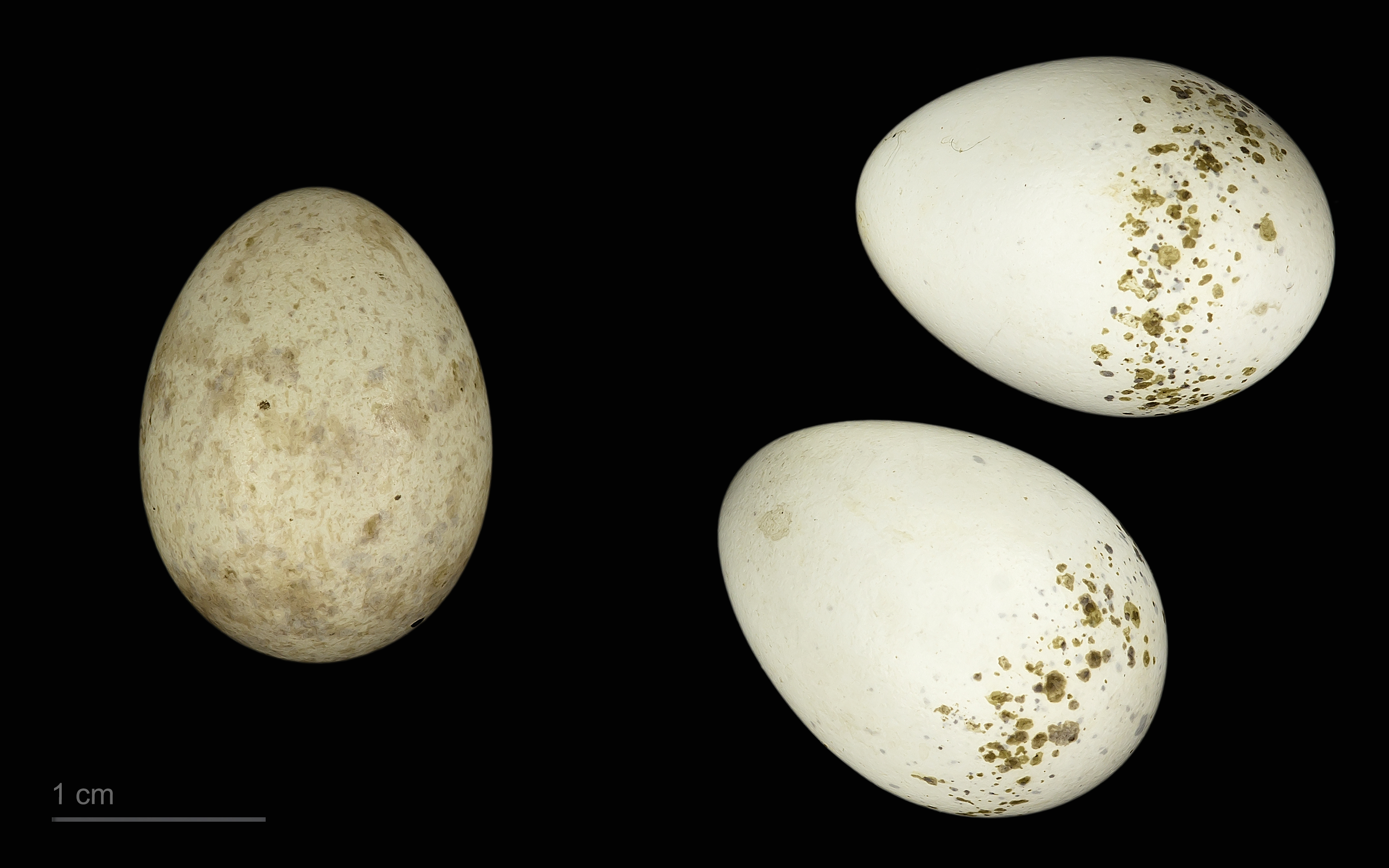
Cuculus canorus canorus + Lanius collurio

## 形態
全長約17cm。雄は、頭上から後頸にかけてが青灰色で、背中や肩羽は淡い赤褐色である（これが和名の由来である）。体の下面は白っぽいが、一部桃色がかっている部分もある。通眼線は黒い。雌は雄と比べると体の上面が褐色味を帯びる。

## 生態
平地から山林の明るい林や、果樹園、公園等に生息する。
苔や植物の茎、草の葉などを用いて、雑木林や茂みの中に巣を作る。造巣は主に雄が行う。1腹5-6個の卵を産み、抱卵期間は14-16日である。

## 亜種
主な亜種は次の二種
- L. c. pallidifrons

アジアからロシアなどで繁殖する。日本に迷行してきたのは本亜種とされる。
- L. c. collurio

ヨーロッパで繁殖する。体の上面はよりはっきりとした赤褐色である。